# Resome
Le Resome (réseau études supérieures et orientation des migrants et exilés) est un collectif qui militait aux côtés des personnes en situation d'exil pour leur permettre d'accéder à l'enseignement supérieur. Il s'agissait d'une organisation apartisane à but non lucratif, constituée de bénévoles, dont une majorité d'étudiants et professeurs. Le resome est né en 2016 à la suite de l'occupation du lycée Jean Carré de 2015. Le resome se dissout en septembre 2022.

## Organisation
Créé en 2016 à la suite de la création de programmes universitaires d'intégration, et de mobilisations en 2015, le Resome est un collectif à but non lucratif de soutien à l'accès à l'enseignement supérieur des personnes en situation d'exil. Il rassemble plusieurs initiatives pour l'accès aux études des exilés, il réunit ainsi 15 à 20 organisations. Il est animé par un réseau de personnes de la communauté universitaire (étudiants, professeurs, intellectuels) et de grandes écoles, de militants, et de migrants. L'action de ce collectif est bénévole, et se base sur l'engagement des étudiants au sein des établissements.

## Activités
Le collectif propose des permanences physiques régulières pour les migrants. Il encourage la reprise d'étude, l'apprentissage du français et l'orientation. Il produit également des documents d'analyses politiques pour interpeller les universités et faire connaître les conditions d'accueil des étudiants exilés. Le Resome a également édité un guide pratique à destination des étudiants exilés. Il vise à mettre en place dans les universités des programmes spécifiques d'accueil des migrants. Il participe à des événements culturels pour sensibiliser la population et interpeller les responsables politiques.

## Objectifs
Sur son site, le Resome proclame 5 objectifs 

- «Favoriser la création de programme d’intégration et d’accompagnement dans le système universitaire français, ainsi que les associations et collectifs d’apprentissage du français langue étrangère pour toutes et tous.
- Partager des conseils et des informations sur la reprise d’étude des migrants, déboutés, sans-papiers, réfugiés et demandeurs d’asile.
- Produire collectivement et/ou en groupe de travail des ressources pour l’orientation, et les partager.
- Travailler en contact avec les associations et collectifs œuvrant sur le terrain pour les droits des migrants et réfugiés (notamment sur les camps et dans les centres). S’adresser particulièrement aux travailleurs sociaux. Se concentrer sur les besoins et revendications des personnes concernées elles-mêmes.
- Sensibiliser les personnes fréquentant les établissements de l'enseignement supérieur aux thématiques des migrations.».

## Dissolution du RESOME
En septembre 2022, les membres du Resome décident de dissoudre le collectif.